# Kleidotoma ruficornis
Kleidotoma ruficornis är en stekelart som beskrevs av Thomson 1862. Kleidotoma ruficornis ingår i släktet Kleidotoma, och familjen glattsteklar. Arten är reproducerande i Sverige.